# Kimbella acusiculcita
Kimbella acusiculcita är en insektsart som beskrevs av Davies 1988. Kimbella acusiculcita ingår i släktet Kimbella och familjen dvärgstritar. Inga underarter finns listade i Catalogue of Life.